# Cletodes yotabis
Cletodes yotabis är en kräftdjursart som beskrevs av Por 1967. Cletodes yotabis ingår i släktet Cletodes och familjen Cletodidae. Inga underarter finns listade i Catalogue of Life.